# NGC 6907
NGC 6907 (również PGC 64650 lub UGCA 418) – galaktyka spiralna z poprzeczką (SBbc), znajdująca się w gwiazdozbiorze Koziorożca. Odkrył ją William Herschel 12 lipca 1784 roku.
Na tle jednego z ramion spiralnych NGC 6907 widoczna jest znacznie mniejsza galaktyka NGC 6908. Oddala się ona od Słońca ze zbliżoną do NGC 6907 prędkością. Galaktyki te prawdopodobnie oddziałują ze sobą grawitacyjnie i łączą się ze sobą.
W NGC 6907 zaobserwowano supernowe SN 1984V (niepotwierdzona), SN 2004bv, SN 2008fq i SN 2014eh.